# Strojírenství

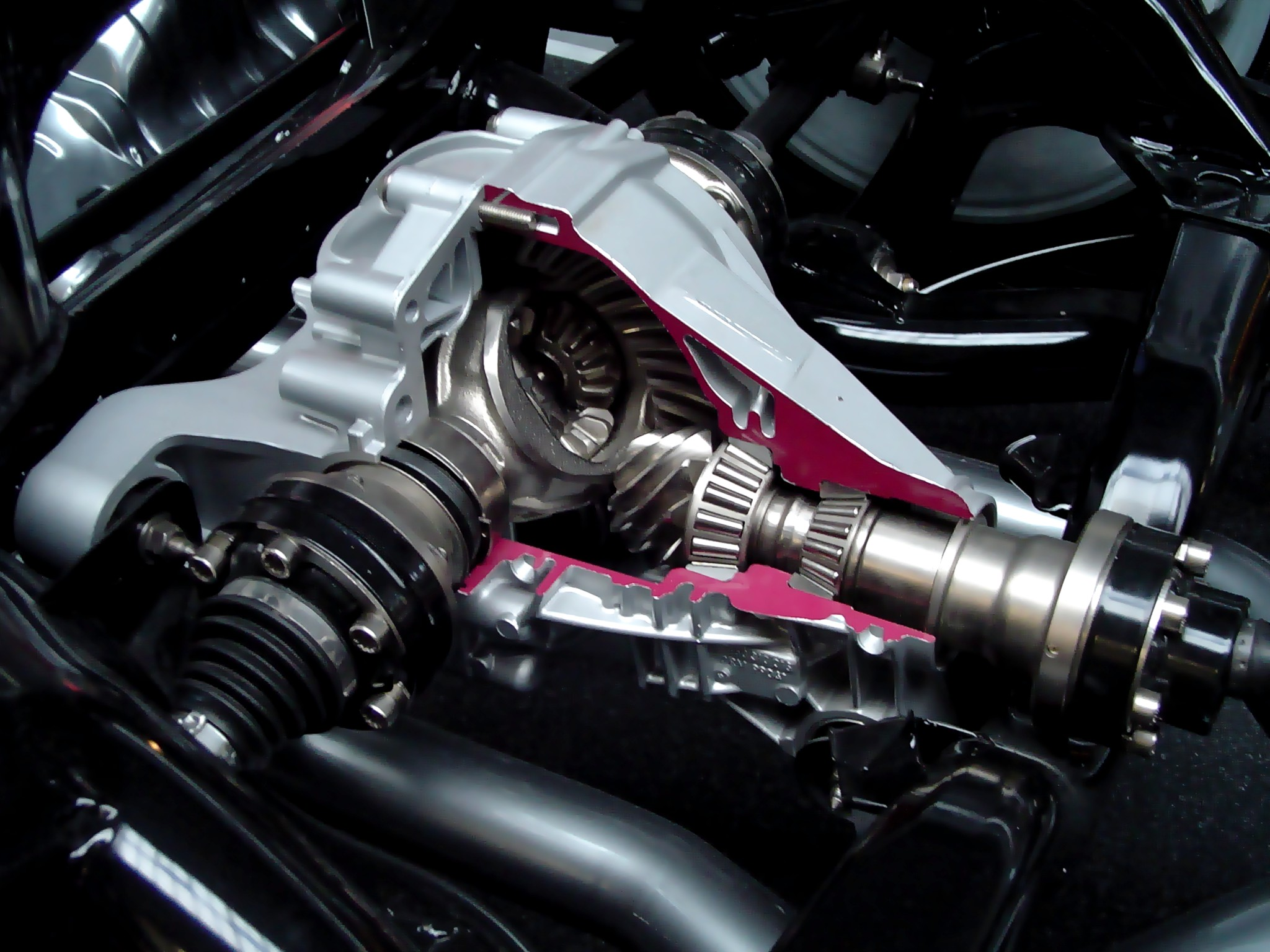
Řez moderním diferenciálem vozu Porsche Cayenne

Strojírenství je technický obor, který je postaven na základech fyziky a nauky o materiálech. Strojírenství se zabývá návrhem, výrobou a údržbou strojů a zařízení. Je to jedna z nejstarších a nejobsáhlejších technických disciplín.
Strojírenství zahrnuje poznatky z mechaniky, kinematiky, dynamiky, hydromechaniky, termomechaniky a nauky o materiálech. Strojní inženýři používají znalosti z těchto oborů spolu s nástroji, jako jsou CAD, rapid prototyping a správa životního cyklu výrobku ke konstrukci turbín, jaderných reaktorů, motorových vozidel, letadel, lodí a mnoha dalších strojů a zařízení.
Strojírenství se nejrychleji rozvíjelo v průběhu průmyslové revoluce, nicméně jeho počátky lze vysledovat již ve starověku. V tomto oboru dochází k neustálému vývoji, strojní inženýři se dnes pohybují v oblastech jako biomechanika, mechatronika, nanotechnologie a kompozity.

## Vývoj

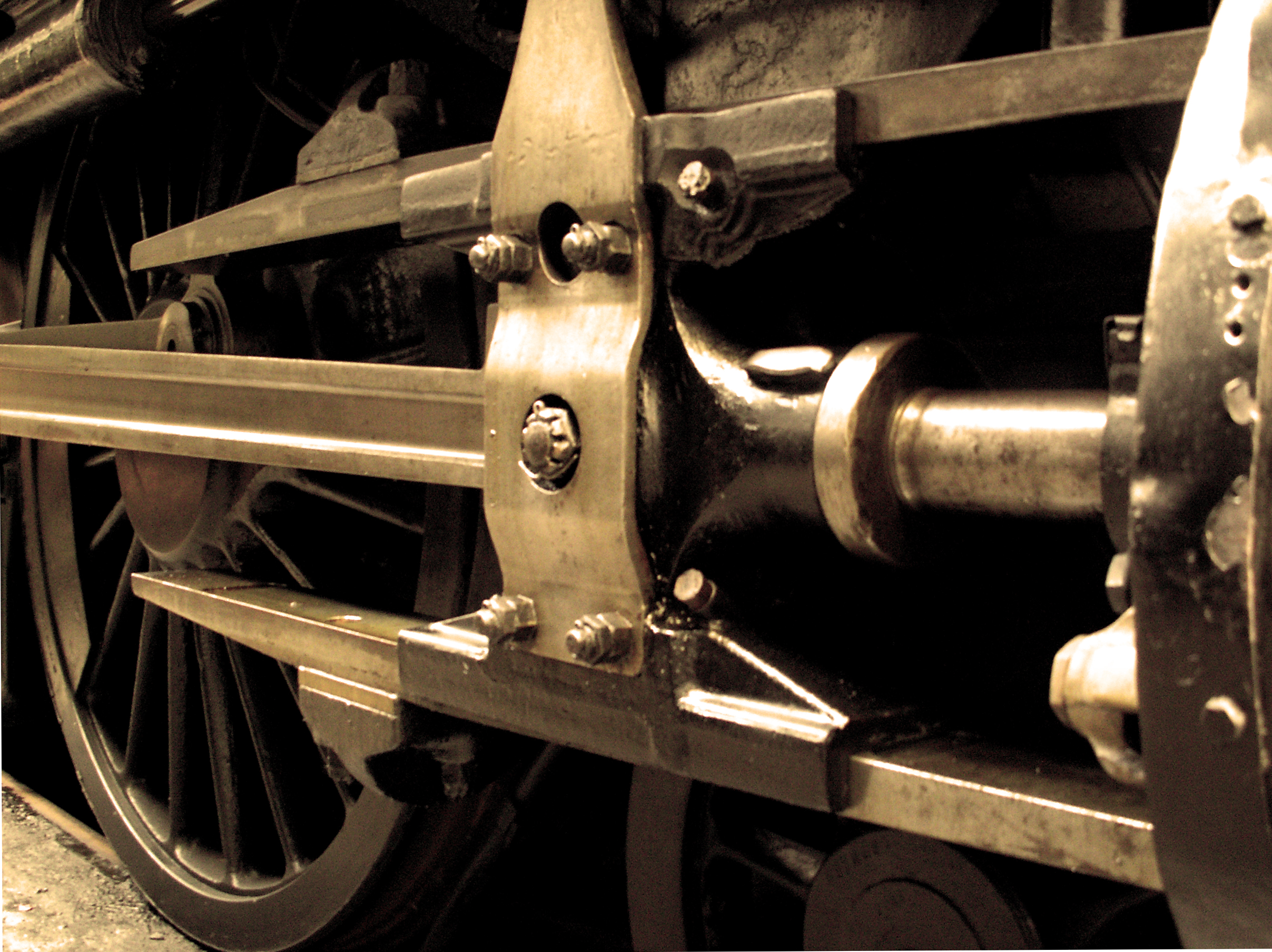
Součást parní lokomotivy nazývaná křižák spojující pístní tyč s ojnicí

Záznamy o strojírenství se nacházejí v mnohých starověkých a středověkých kulturách po celém světě.
Starověké Řecko
- Archimédés (287 př. n. l. – 212 př. n. l.) položil základy moderní mechaniky (popsal mechanickou rovnováhu, vysvětlil princip páky) a hydromechaniky (Archimédův zákon), sestrojil např. šnekové čerpadlo.
- Hérón Alexandrijský (asi 10 n. l. – 70 n. l.) sestrojil první parou poháněný stroj (aeolipile)[1].

Čína
- Čang Cheng (78 n. l. – 139 n. l.) zdokonalil vodní hodiny a vynalezl seismograf.
- Ma Jun (200 n. l. – 265 n. l.) postavil vůz s diferenciálem.

Blízký východ
- Al-Džazárí (1136 n. l. – 1206 n. l.) napsal v roce 1206 slavnou knihu jménem Kniha znalostí o důmyslných mechanických zařízeních. Je také považován za vynálezce základních mechanismů, jako jsou klikový mechanismus a vačka[3].

Evropa

K důležitému průlomu ve strojírenství došlo v Anglii během 17. století, kdy sir Isaac Newton zformuloval Newtonovy pohybové zákony (Zákon setrvačnosti, Zákon síly, Zákon akce a reakce). Newton nechtěl tyto zákony dlouhou dobu vydat, nakonec byl svými kolegy přesvědčen a v roce 1687 je publikoval ve svém díle Philosophiae Naturalis Principia Mathematica.

## Moderní nástroje
Řada strojírenských firem, zejména těch, které působí v průmyslově vyspělých zemích, používá k návrhu a výrobě svých výrobků moderní nástroje, jako jsou CAE, CAD, MKP, CAM, CNC.